# Maison-musée Jean-Paul II
Pour les articles homonymes, voir Jean-Paul II (homonymie).
La maison-musée Jean-Paul II est un musée entièrement consacré au pape Jean-Paul II, Karol Józef Wojtyła, créé en 2005 en Vallée d'Aoste, après la mort du souverain pontife polonais.

## Description
La maison-musée se situe au hameau des Combes, en amont du chef-lieu d'Introd. Ce bâtiment a été le siège des vacances du Pape à partir de 1989. L'administration communale introleine a créé ce musée à la mort du Pape en collaboration avec le Vatican, afin de garder le souvenir de ses nombreux séjours, surtout en été.
Elle accueille une exposition de philatélie, de numismatique, de photographies, d'objets personnels et de cadeaux du Pape.
La gestion est confiée par l'administration communale d'Introd à la fondation Grand-Paradis.

## Galerie de photos

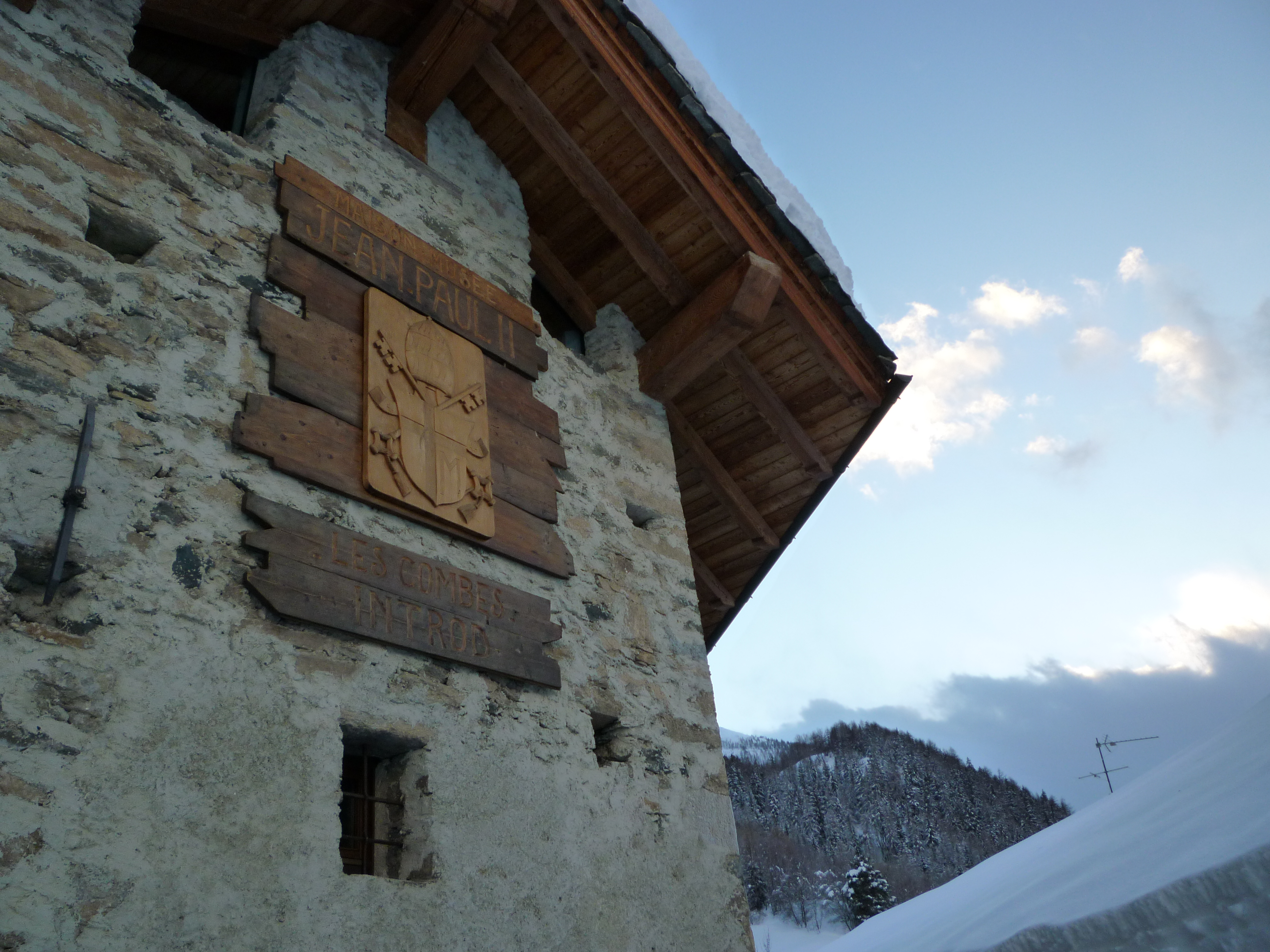
Particulier de la façade